# 朱堯媖
朱 堯媖（しゅ ぎょうえい、隆慶元年2月1日（1567年3月11日） - 万暦22年6月5日（1594年7月22日））は、明の隆慶帝の四女で万暦帝の同母妹。永寧長公主に封じられた。母は李皇貴妃。
隆慶元年2月1日（1567年3月11日）辰時に生まれた。万暦10年2月21日（1582年3月15日）、宦官の馮保と宰相の張居正の媒妁によって、富民の梁邦瑞に降嫁した。梁邦瑞は結核に冒され重篤であったが、数万両という大金を媒妁などに費やし、公主の婿になった。婚礼後、宮中の使用人たちも梁邦瑞に金品を要求したが、金が足りず、梁邦瑞を殴ったという。同年4月18日（同5月9日）、梁邦瑞は死亡した。その後、朱堯媖は寡居生活を送った。処女のままであったという。
万暦20年（1592年）、文禄の役における日本と明の間の講和交渉で、豊臣秀吉は明の公主を後陽成天皇の妃とすることなどを講和条件に示した。しかし、沈惟敬ら明の使節は虚偽の報告を行い、この講和条件が万暦帝に達することはなかった。万暦22年6月5日（1594年7月22日）戌時、朱堯媖は薨去した。清良山に葬された。